# Marco Giovino
Marco Giovino je americký bubeník. Narodil se v Bostonu ve státě Massachusetts, ale od dětství žil v New Yorku. V roce 2003 doprovázel při koncertech velšského hudebníka Johna Calea a hrál i na jeho albu HoboSapiens z téhož roku. V letech 2010 až 2011 byl členem skupiny Band of Joy, kterou vedl Robert Plant, dřívější člen skupiny Led Zeppelin. Se skupinou v roce 2010 nahrál album Band of Joy. Během své kariéry spolupracoval s mnoha dalšími hudebníky, mezi které patří G. E. Smith, Norah Jones nebo Patty Griffin. Rovněž se věnuje produkci.

## Diskografie
- The World We Knew (Caroline Horn, 2002)
- 5 Tracks (John Cale, 2003)
- HoboSapiens (John Cale, 2003)
- The Things We Keep (Open Book, 2006)
- Mr Lemons (Glen Phillips, 2006)
- Come the Storm (Eileen Rose, 2007)
- The Fall (Norah Jones, 2009)
- Motorcycle Dream (Amelia White, 2009)
- Band of Joy (Band of Joy, 2010)
- Welder (Elizabeth Cook, 2010)
- Loss… (Annmarie Cullen, 2010)
- A Common Case of Disappearing (Amber Rubarth, 2011)
- Hello Cruel World (Gretchen Peters, 2012)
- Beautiful and Wild (Amelia White, 2012)
- Old Yellow Moon (Emmylou Harris a Rodney Crowell, 2013)
- Spirit (Deborah Bonham, 2013)
- I'm a Stranger Here (The Devil Makes Three, 2013)
- Cass County (Don Henley, 2015)
- Raise Your Hands! (Sam Butler, 2015)
- Knockout Rose (The Boxcar Lilies, 2015)
- Liz Longley (Liz Longley, 2015)
- Cayamo Sessions at Sea (Buddy Miller & Friends, 2016)
- Home Sweet Hotel (Amelia White, 2016)
- Corazones (Omar Rodríguez-López, 2016)
- Contact Sports (Squirrel Flower, 2016)
- Pretty Little Troubles (Malcolm Holcombe, 2017)
- Live on Soundstage (Tom Jones, 2017)
- Alastair Moock (Alastair Moock, 2017)
- Strange Conversation (Mandy Barnett, 2018)
- Breakdown on 20th Ave. South (Buddy & Julie Miller, 2019)